# Jordaanse bezetting van de Westelijke Jordaanoever

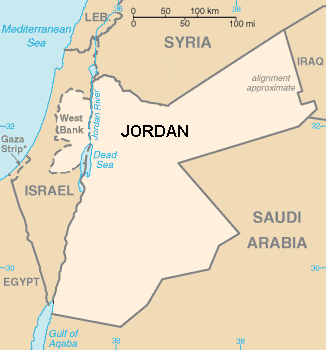
Jordanië, inclusief bezet gebied tussen 1948-1967

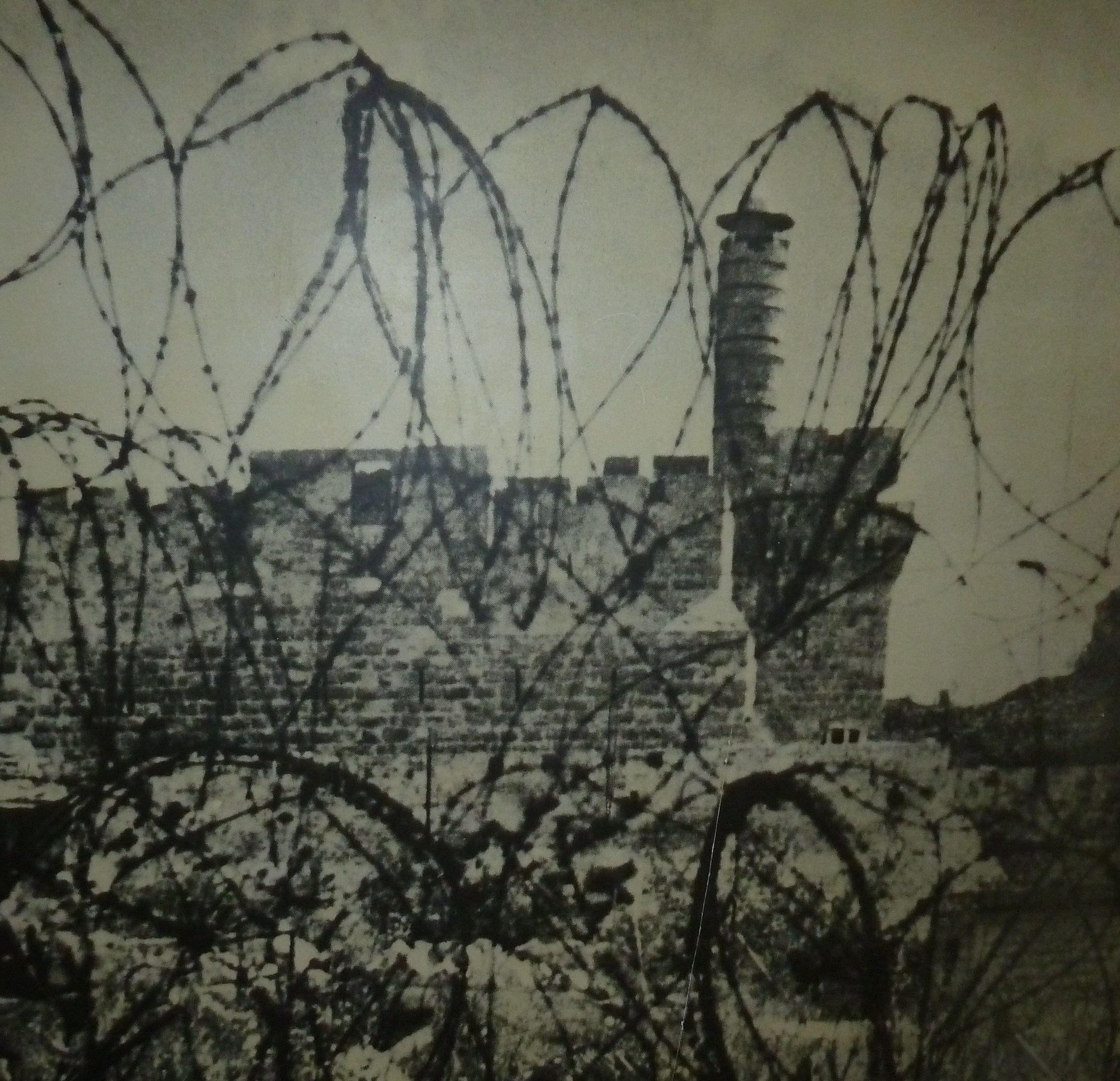
Jeruzalem was tussen 1948 en 1967 een verdeelde stad.

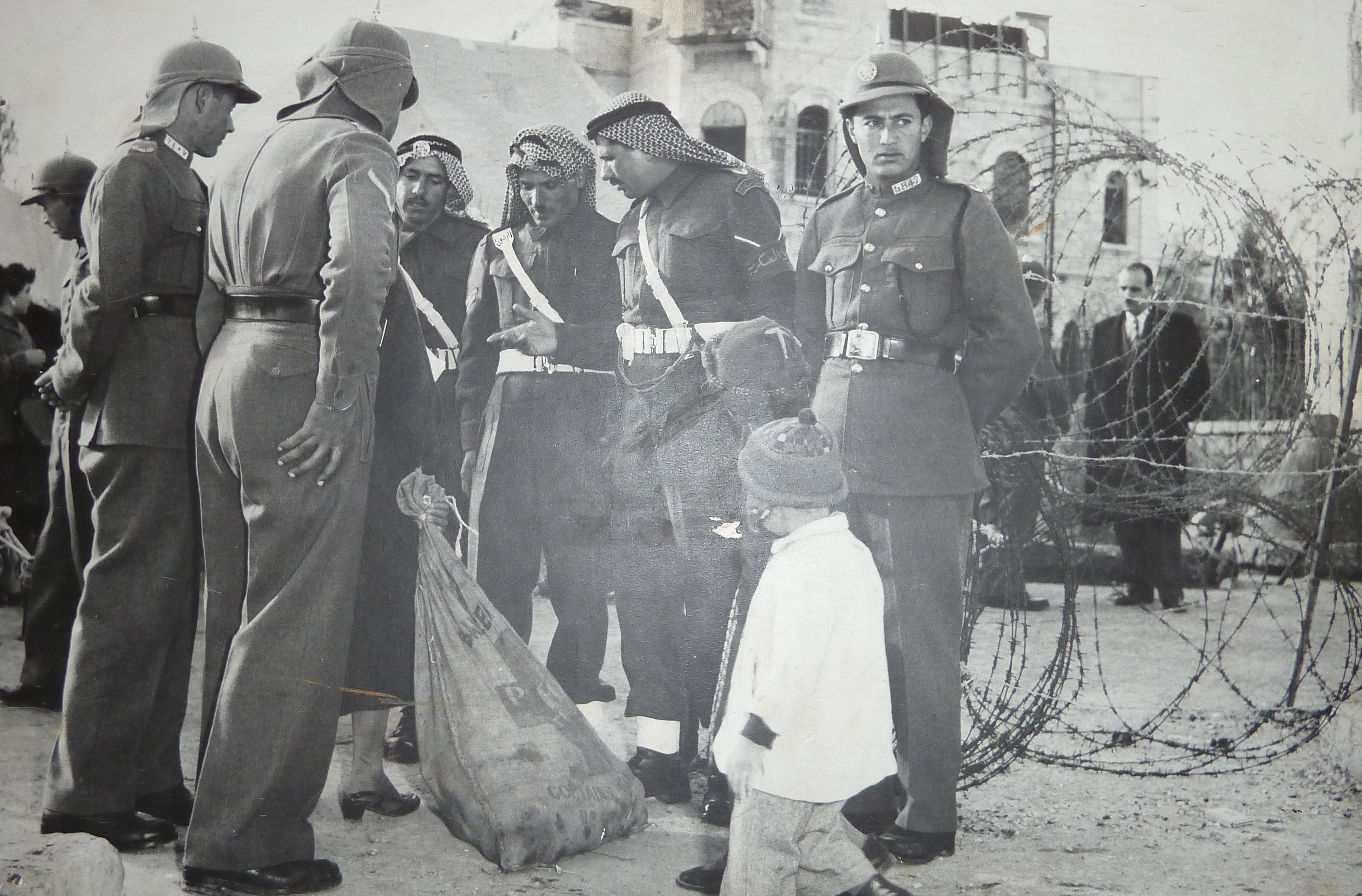
Jordaanse soldaten bij de scheiding tussen het Jordaanse en Israëlische deel van de stad.

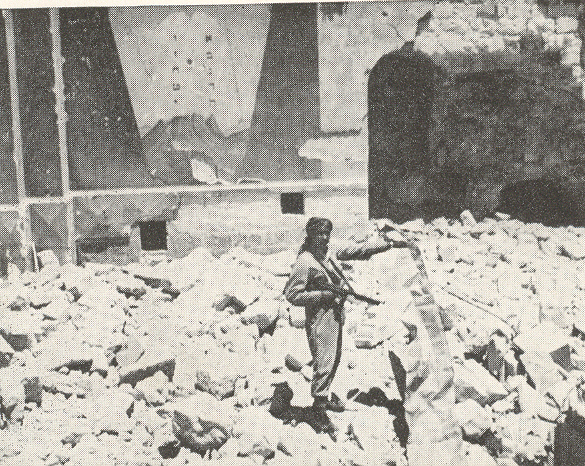
De ruïne van de Hurva-synagoge in 1948.

Met de Jordaanse bezetting van de Westelijke Jordaanoever wordt de verovering en annexatie van de Westelijke Jordaanoever en Oost-Jeruzalem door Transjordanië bedoeld. Toen de Joodse leiders op 14 mei 1948 de staat Israël uitriepen, vielen de volgende dag legers vanuit de omringende Arabische landen Israël aan. Deze oorlog eindigde in april 1949. Israël had toen een groot deel van Palestina en de westelijke wijken van Jeruzalem veroverd. Transjordanië had de, later geheten, Westelijke Jordaanoever met Oost-Jeruzalem, de Oude Stad veroverd. Oost-Jeruzalem werd daarna verboden gebied voor Joden uit Israël en andere landen. Christelijke pelgrims moesten een doopbewijs tonen aan de Jordaanse autoriteiten om te bewijzen dat ze geen Jood waren. Dit bleef zo tot de Zesdaagse Oorlog in 1967.

## Bezetting en annexatie
Op 24 april 1950 werd het gebied formeel geannexeerd door Transjordanië en 'Westelijke Jordaanoever' genoemd. Transjordanië (dat "over de Jordaan" betekent) veranderde hierna zijn naam in het Hasjemitische koninkrijk Jordanië.
Deze annexatie werd door drie landen erkend, Pakistan, Irak en Groot-Brittannië. De Arabische Liga steunde de annexatie niet, aangezien zij het Palestijnse gebied bij elkaar bij de Arabische Liga wilde houden.

### Jeruzalem
De Oude Stad was in de oorlog van 1948 veroverd door het Arabisch Legioen. Alle Joodse bewoners werden geëvacueerd, met achterlating van een groot deel van hun bezittingen. In de nacht van 20 op 21 mei werd de Tiferet Jisrael-synagoge opgeblazen. Op 27 mei gaf Generaal Tell van het Arabische Legioen de opdracht ook de Hurva-synagoge te verwoesten. Er werd een gat in de buitenmuur geslagen. De Arabische vlag werd gehesen, maar vervolgens door Joodse scherpschutters van het gebouw geschoten. Korte tijd later verwoestte een explosie het 84 jaar oude gebouw. Het Joodse kwartier werd op grote schaal geplunderd en deels verbrand. Synagogen werden vernietigd en de Jordaanse commandant Tell rapporteerde aan de koning: For the first time in 1,000 years not a single Jew remains in the Jewish Quarter. Not a single building remains intact. This makes the Jews' return here impossible. Aan het eind van de oorlog in 1949 hadden Jordaanse troepen de controle over de gehele Westelijke Jordaanoever.
Een motie in 1950 om Jordanië uit de Arabische Liga te zetten, haalde het niet door tegenstemmen van Noord-Jemen en Irak. Op 20 juli 1951 werd Koning Abdoellah I nabij de Rotskoepel in Jeruzalem vermoord door een Palestijn. Zijn verzet tegen een Palestijnse staat en onderdrukking van de Palestijnen hadden Abdoellah niet geliefd gemaakt op de Westoever. In toespraken in 1953 en 1960 noemde de latere koning Hoessein Jeruzalem de 'tweede hoofdstad van het koninkrijk' en een 'onafscheidelijk deel van de Jordaanse Staat'. De Westelijke Jordaanoever bevatte grofweg de helft van de bevolking van het koninkrijk en bezat 30 zetels in het Jordaanse parlement. Dankzij de hogere ontwikkeling was er een bevolkingstoestroom van de 'Oostelijke Jordaanoever' naar de 'Westelijke'.
Langs de grens tussen Israël en de Westelijke Jordaanoever was voortdurend spanning. Direct na de Arabisch-Israëlische Oorlog van 1948 werd de Scopusberg een door de Verenigde Naties beschermde, Joodse enclave binnen het door Jordanië bezette gebied. De toegang vanuit Israël was zeer problematisch. In november 1948 bereikten Moshe Dayan en Abdullah al-Tall een principieel akkoord over vrije toegang tot de Scopusberg onder toezicht van de VN, maar dat was een precaire situatie die geen veiligheid garandeerde. In 1958 doodden Jordaanse sluipschutters vier Israëli’s en een VN-waarnemer op de Scopusberg.
Tijdens de Zesdaagse Oorlog in 1967 veroverde Israël de Westelijke Jordaanoever en de Oude Stad (Oost-Jeruzalem); van de Joodse wijk was een derde deel van de gebouwen verwoest. Op een na waren alle synagoges in het stadsdeel vernietigd, het waren ruïnes of soms als stal gebruikt. In de vroege jaren van 1960 waren plannen gemaakt om de Joodse wijk te veranderen in een stadspark.
De oude Marokkaanse wijk werd door Israël met de grond gelijk gemaakt waarna op die plaats een groot plein werd aangelegd voor de Klaagmuur. De islamitische heilige plaatsen op de Haram al-Sharif bleven onder het beheer van de Jordaanse Waqf, een islamitische religieuze instelling.

## Overdracht aan de PLO
Op de Arabische topconferentie van 1974 in de Marokkaanse hoofdstad Rabat had Jordanië de PLO al erkend als enige wettige vertegenwoordiger van het Palestijnse volk. Op 31 juli 1988 gaf Jordanië de aanspraken op de Westelijke Jordaanoever op ten gunste van de PLO, met uitzondering van het beheer over de islamitische heilige plaatsen in Jeruzalem.